# Pycnogonum crassirostrum
Pycnogonum crassirostrum is een zeespin uit de familie Pycnogonidae. De soort behoort tot het geslacht Pycnogonum. Pycnogonum crassirostrum werd in 1888 voor het eerst wetenschappelijk beschreven door Sars. 